# 伊麗莎白女王號航空母艦
伊丽莎白女王号航空母舰（英語：HMS Queen Elizabeth）是第一艘伊麗莎白女王級航空母艦，2014年7月4日下水，2017年12月7日服役。该航母为常规动力，计划搭载24-36架F-35B战机和14架直升机。
伊莉莎白女王号和它的姊妹艦威尔士亲王号是皇家海軍有史以來建造的最大的舰艇。它們的目的是多用途的載體，可適應完成多種角色。兩艘航母的母港都是樸資茅斯海軍基地。该舰是英國皇家海軍第二艘命名为伊麗莎白女王的軍艦，其名称源于伊丽莎白一世。

## 設計及建造

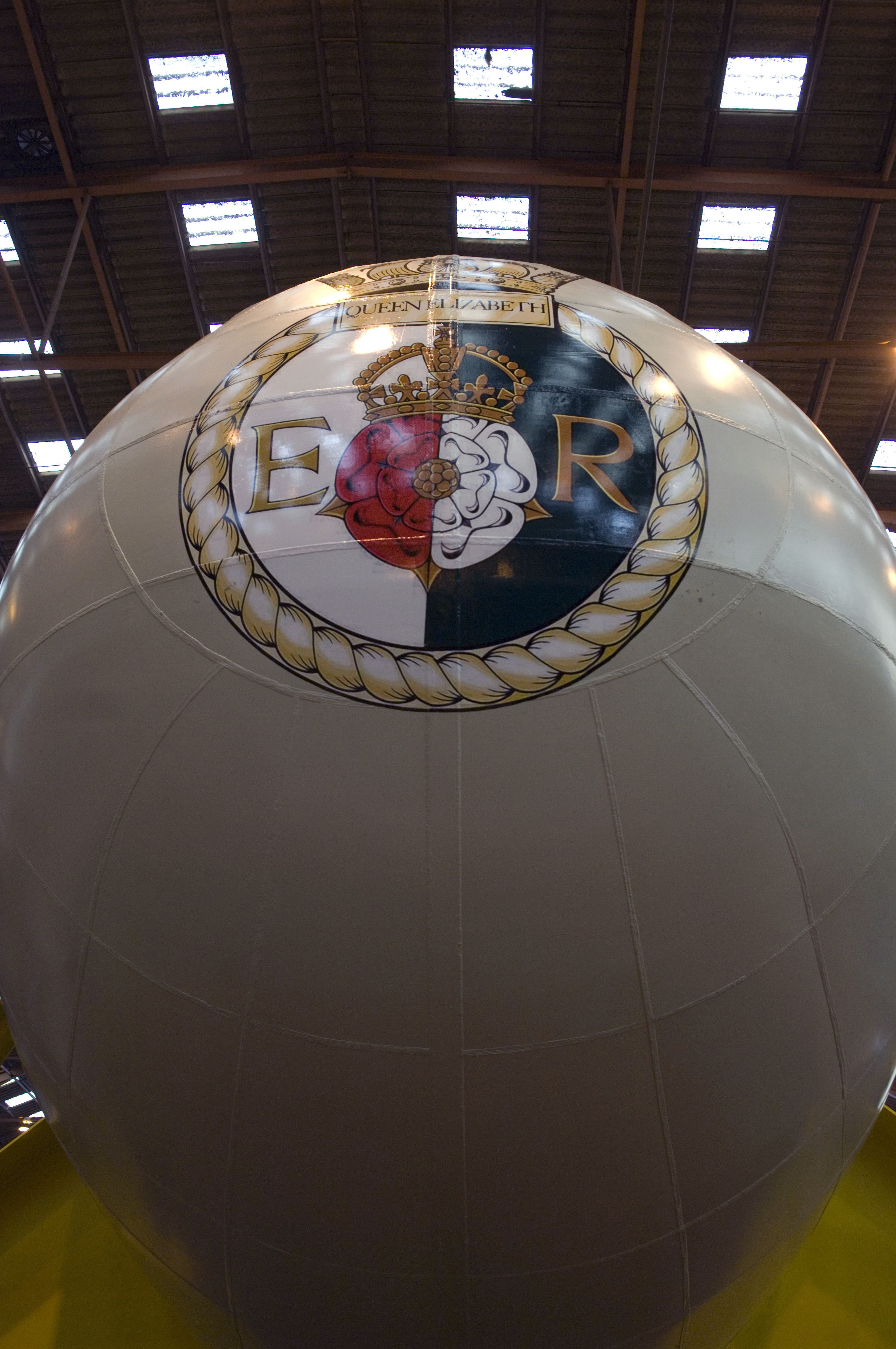
置於阿普多爾造船厰的船首，船首印有船艦徽章

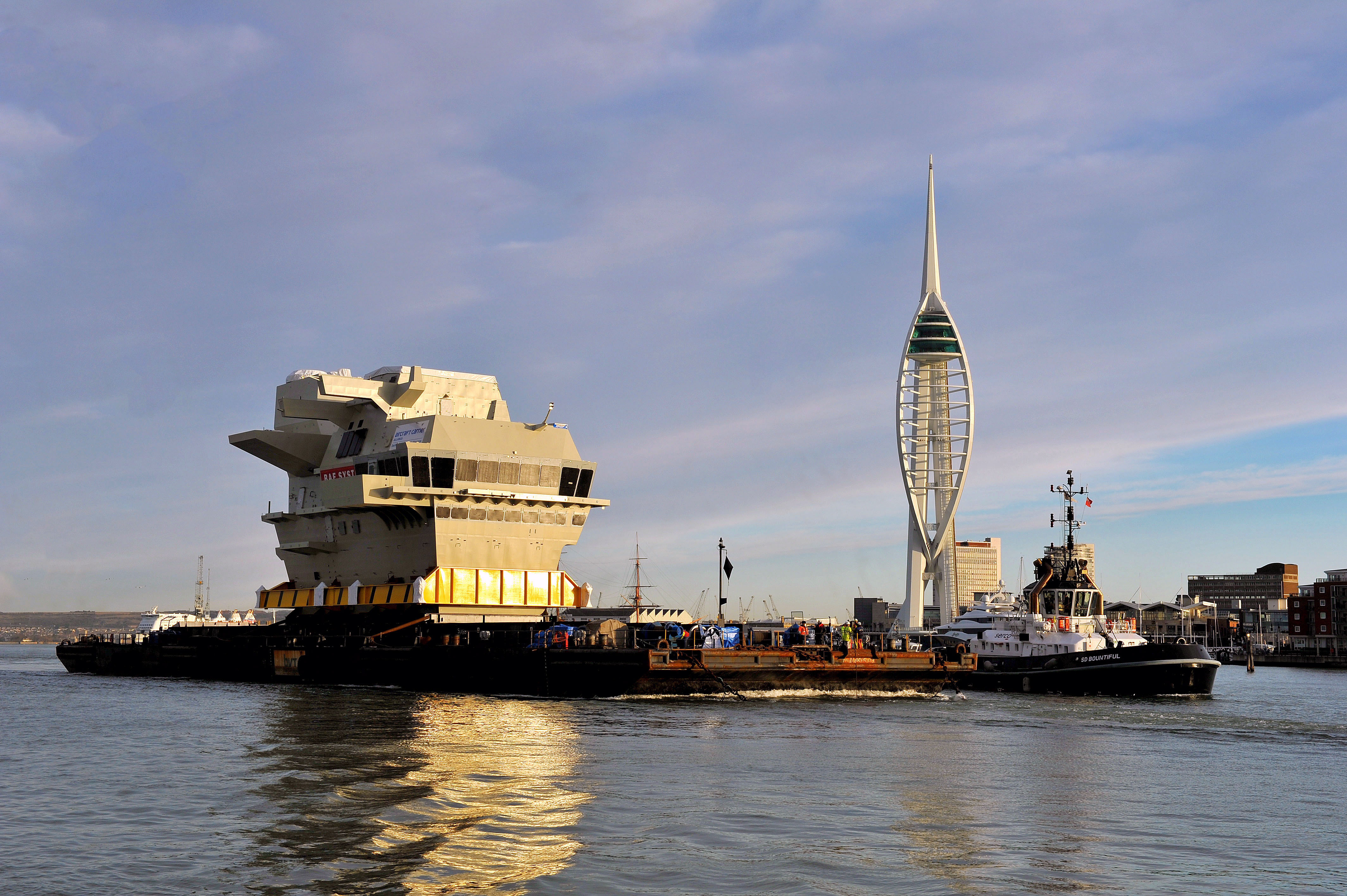
前部艦島組裝完畢正運離樸資茅斯（2013年2月）

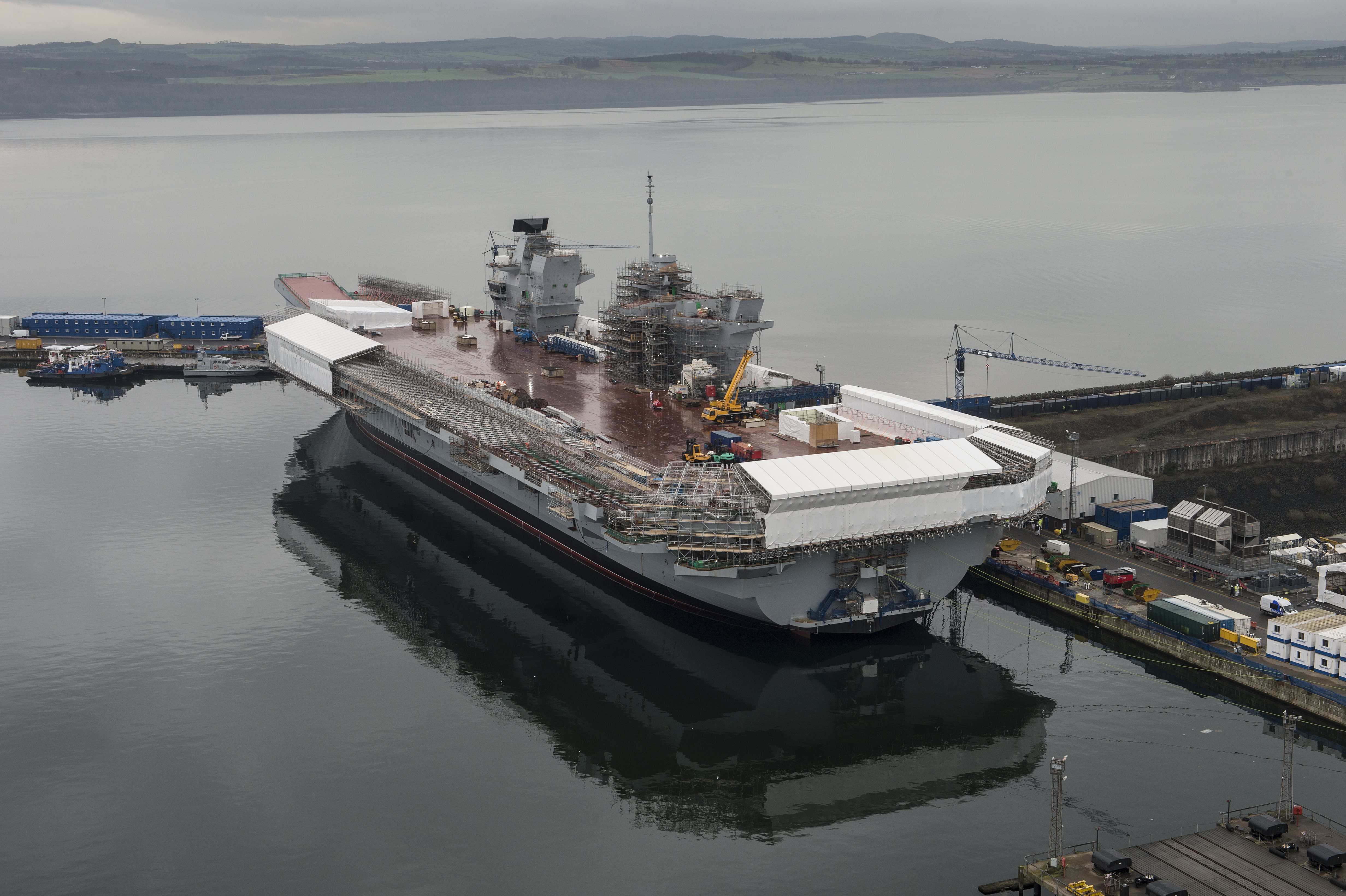
伊麗莎白女王號正在進行艤裝作業（2014年12月）

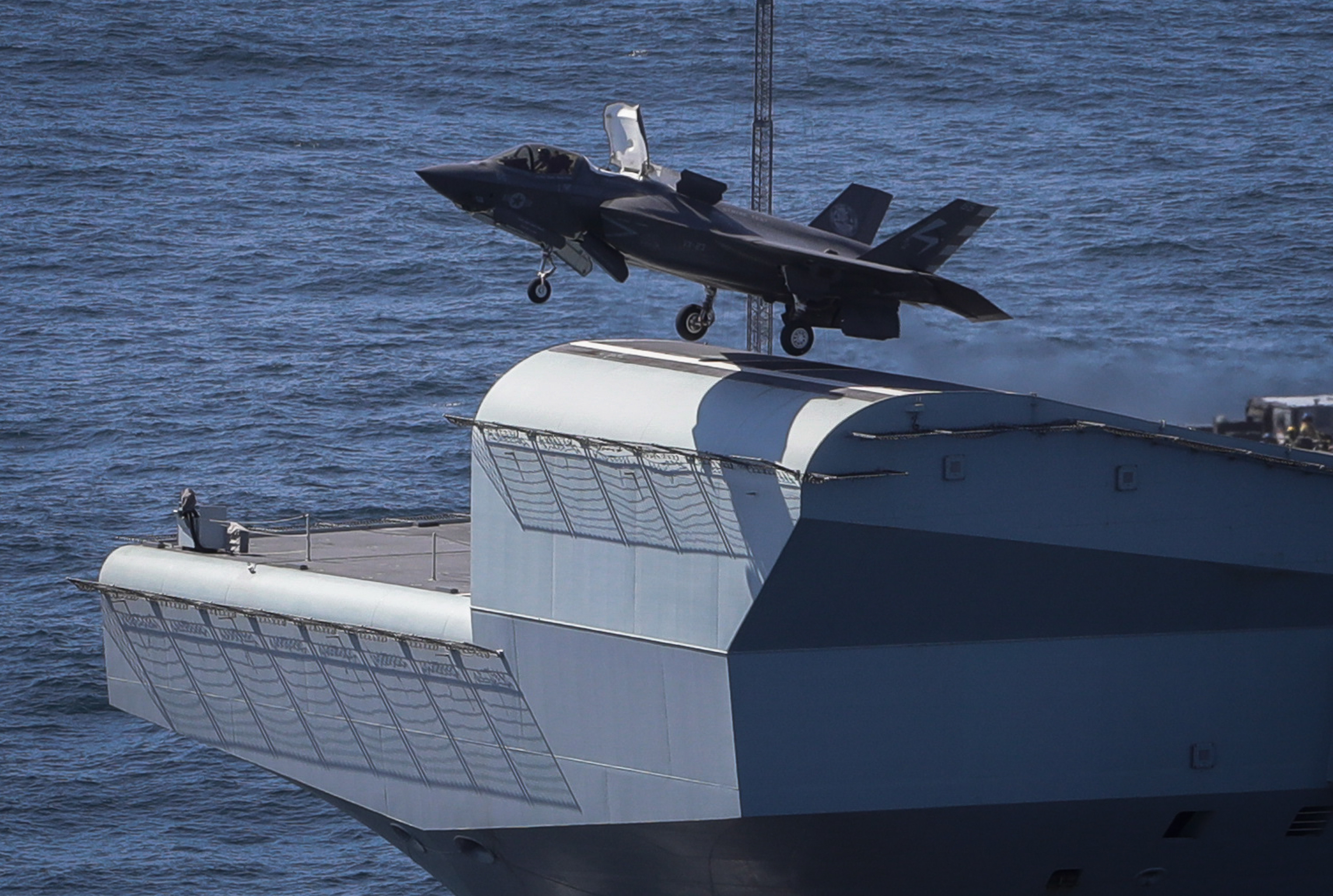
F-35B自伊麗莎白女王號滑跳起飛(2018年9月24日)

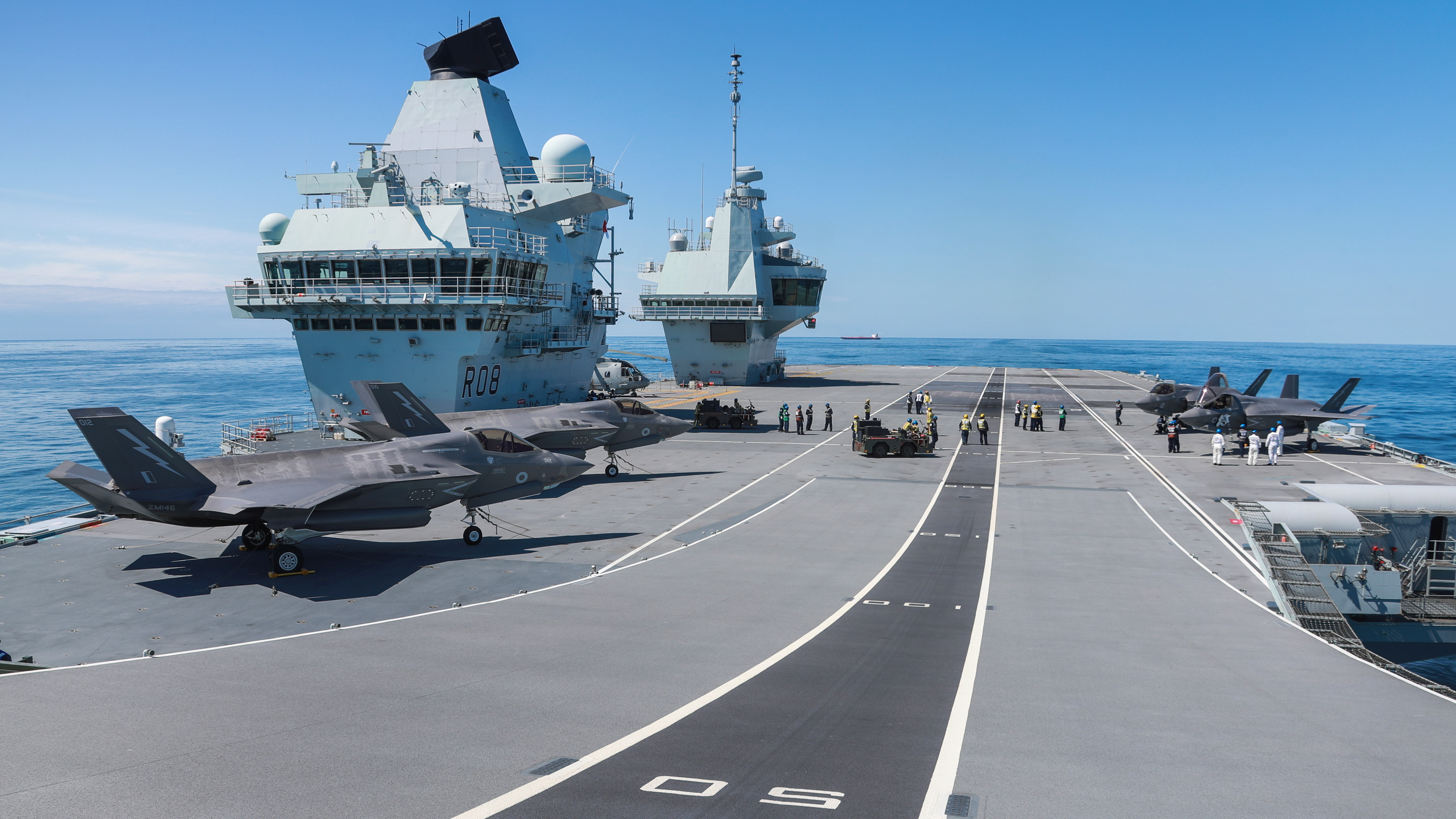
停放在伊麗莎白女王號甲板上的F-35B戰機(2020年6月9日)

2007年7月25日，時任國防大臣白德志宣佈批出兩艘航空母艦的訂單，總作價40億餘英鎊，首艘空母予定於2015年7月服役。其後因2008年金融海嘯導致政府決定降低産能，將該艦延後至2016年5月服役，但此項政策導致衍生成本10.56億英鎊。2010年3月時該艦予算估算上調至約59億英鎊，而經磋商後最終在2013年11月合約定價調整至62億英鎊，服役時間亦順延至2020年。

### 命名儀式
該艦於2014年7月4日由海軍上將愛丁堡公爵菲臘親王、時任第一海務大臣桑必立海軍上將陪同英女王伊丽莎白二世主持命名儀式，及女王本人親自擲瓶完成下水禮，出席典禮的有當時即將卸任及上任的英國首相白高敦、卡麥隆，時任蘇格蘭首席部長薩蒙德及美法兩國多名資深海軍軍官。7月17日，伊麗莎白女王號首次離開乾塢試航。

## 服役
艤裝作業於2015年底結束，全體船員於2016年12月進駐，於2017年6月26日試航。同年開始服役，艦載機則於2018年進行試驗，並預定於2020年投入實戰。待正式具備任務能力後，始在2021年奔赴南海完成首次遠航。

### CSG21
CSG21特遣部队的装备包括英国皇家海军的两艘护卫舰、两艘驱逐舰和一艘潜艇，以及美國海軍的蘇利文兄弟號驅逐艦 (DDG-68)（USS The Sullivans）和荷蘭皇家海軍的“埃弗特森号”（HNLMS Evertsen）护卫舰。另外还有10架美国海军陆战队F-35B“闪电”战斗机以及8架英國皇家空軍的F-35B战斗机。